# Thapsus
Koordinaten: 35° 37′ 33″ N, 11° 2′ 42″ O
Thapsus (griechische Form Thapsos) war eine antike Stadt an der Küste Nordafrikas im heutigen Tunesien. Sie war eine von vielen Städten des Küstenstrichs von Byzacena und ursprünglich ein phönizischer Marktort, der nahe einem Salzsee gegründet wurde, 80 Stadien von der Insel Lopadussa entfernt, zwischen Leptis Minor und Sullectum.
Nach dem Dritten Punischen Krieg und der Zerstörung Karthagos gehörte Thapsus zur römischen Provinz Africa, behielt aber als civitas libera seine innere Autonomie.
Im Jahr 46 v. Chr. fand hier die Schlacht bei Thapsus zwischen Gaius Iulius Caesar und dem vereinigten Heer der Anhänger des Pompeius und des numidischen Königs Juba statt.
In der Zerfallszeit des  Römischen Reiches setzten um 430 die Vandalen von Spanien hierher über, und das Land kam zu ihrem Königreich.
Als einziger Bischof namentlich bekannt ist Vigilius von Thapsus, der 484 in der Zeit der arianischen Kirchenspaltung an einer Bischofskonferenz teilnahm. Sie war vom Vandalenkönig Hunerich als Diskussionsplattform zwischen nizänischen Bischöfen und jenen der vom König unterstützten Arianer einberufen worden. Als die Konferenz scheiterte, erließ Hunerich ein Edikt zur Enteignung und Verbannung der Nizäner, sofern sie nicht arianisch wurden. Auch Vigilius scheint geflüchtet zu sein – vermutlich nach Konstantinopel; erst zehn bis zwanzig Jahre später durften Nizäner unter einem späteren König wieder zurückkehren.
Thapsus ist heute noch ein Titularbistum.
Als sich das Klima Nordafrikas verschlechterte, verfiel die Stadt; ihre Ruinen finden sich bei Ras Dimas, in der Nähe von Bekalta in Tunesien. Man sieht noch die Reste einer Mole, eines Forts, eines Amphitheaters und großer Zisternen. In der Umgebung liegt eine Nekropole der Punier.